# Balogunyom
Balogunyom is een plaats (község) en gemeente in het Hongaarse comitaat Vas. Balogunyom telt 1193 inwoners (2001).